# 11ns Premis Tony
La 11a Edició Anual dels Premis Tony va tenir lloc al Waldorf-Astoria Grand Ballroom el 21 d'abril de 1957. El mestre de cerimònies va ser Bud Collyer.

## Cerimònia
Els presentadors van ser Faye Emerson, Tom Ewell, Lillian Gish, Helen Hayes, Nancy Kelly, Bert Lahr, Beatrice Lillie, Nancy Olson, Elaine Perry, Cliff Robertson i Cornelia Otis Skinner.
Els intèrprets van ser George Gaines i Michael King. La música era de Meyer Davis i la seva orquestra. A causa d'una disputa sindical, no hi va haver cap emissió de televisió, que s'havia programat al Canal 2 de WCBS-TV.

## Premis i nominacions
Els guanyadors estan marcats en negreta

### Producció
| Obra Destacada - Long Day's Journey into Night de Eugene O'Neill. Produït per Leigh Connell, Theodore Mann, i Jose Quintero. - Separate Tables de Terence Rattigan. Produït per The Producers Theatre i Hecht-Lancaster. - The Potting Shed de Graham Greene. Produït per Carmen Capalbo i Stanley Chase. - The Waltz of the Toreadors de Jean Anouilh, traducció de Lucienne Hill. Produït per The Producers Theatre (Robert Whitehead) | Musical Destacat - My Fair Lady. Llibret i lletres de Alan Jay Lerner, música de Frederick Loewe. Produït per Herman Levin. - Bells Are Ringing. Llibret i lletres de Betty Comden i Adolph Green, música de Jule Styne. Produït per The Theatre Guild. - Candide. Liibret de Lillian Hellman, música de Leonard Bernstein, lletres de Richard Wilbur. Produït per Ethel Linder Reiner en associació amb Lester Osterman, Jr. - The Most Happy Fella. Liibret, música, i lletres de Frank Loesser. Produït per Kermit Bloomgarden i Lynn Loesser |

### Actuació
| Actor Dramàtic Distingit - Fredric March (Long Day's Journey into Night) - Maurice Evans (The Apple Cart) - Wilfred Hyde-White (The Reluctant Debutante) - Eric Portman (Separate Tables) - Ralph Richardson (The Waltz of the Toreadors) - Cyril Ritchard (A Visit to a Small Planet) Actriu Dramàtica Distinguida - Margaret Leighton (Separate Tables) - Florence Eldridge (Long Day's Journey into Night) - Rosalind Russell (Auntie Mame) - Sybil Thorndike (The Potting Shed) Actor de Musical Distingit - Rex Harrison (My Fair Lady) - Fernando Lamas (Happy Hunting) - Robert Weede (The Most Happy Fella) Actriu de Musical Distingida - Judy Holliday (Bells Are Ringing) - Julie Andrews (My Fair Lady) - Ethel Merman (Happy Hunting) | Actor Dramàtic de Repartiment Distingit - Frank Conroy (The Potting Shed) - Eddie Mayehoff (A Visit to a Small Planet) - William Podmore (Separate Tables) - Jason Robards, Jr. (Long Day's Journey into Night) Actriu Dramàtica de Repartiment Distingida - Peggy Cass (Auntie Mame) - Anna Massey (The Reluctant Debutante) - Beryl Measor (Separate Tables) - Mildred Natwick (The Waltz of the Toreadors) - Phyllis Neilson-Terry (Separate Tables) - Diana Van der Vlis (The Happiest Millionaire) Actor de Musical de Repartiment Distingit - Sydney Chaplin (Bells Are Ringing) - Robert Coote (My Fair Lady) - Stanley Holloway (My Fair Lady) Actriu de Musical de Repartiment Distingida - Edith Adams (Li'l Abner) - Virginia Gibson (Happy Hunting) - Irra Petina (Candide) - Jo Sullivan (The Most Happy Fella) |

### Equip
| Director Destacat - Moss Hart (My Fair Lady) - Joseph Anthony (A Clearing in the Woods / The Most Happy Fella) - Harold Clurman (The Waltz of the Toreadors) - Peter Glenville (Separate Tables) - Jose Quintero (Long Day's Journey into Night) Coreograf Destacat - Michael Kidd (Li'l Abner) - Hanya Holm (My Fair Lady) - Dania Krupska (The Most Happy Fella) - Jerome Robbins i Bob Fosse (Bells Are Ringing) Dissenyador d'Escenografia - Oliver Smith (My Fair Lady) - Boris Aronson (A Hole In The Head / Small War on Murray Hill) - Ben Edwards (The Waltz of the Toreadors) - George Jenkins (The Happiest Millionaire / Too Late the Phalarope) - Donald Oenslager (Major Barbara) - Oliver Smith (A Clearing in the Woods / Candide / Auntie Mame / My Fair Lady / Eugenia / A Visit to a Small Planet) | Dissenyador de Vestuari - Cecil Beaton (My Fair Lady) - Cecil Beaton (Little Glass Clock / My Fair Lady) - Alvin Colt (Li'l Abner / The Sleeping Prince) - Dorothy Jeakins (Major Barbara / Too Late the Phalarope) - Irene Sharaff (Candide / Happy Hunting / Shangri-La / Small War on Murray Hill) Millor director musical - Franz Allers (My Fair Lady) - Herbert Greene (The Most Happy Fella) - Samuel Krachmalnick (Candide) Tècnics d'escenari - Howard McDonald (pòstum), fuster, Major Barbara - Thomas Fitzgerald, so, Long Day's Journey into Night - Joseph Harbuck, fuster, Auntie Mame |

### Múltiples premis i nominacions
Aquestes produccions van tenir diverses nominacions: 
- 10 nominacions: My Fair Lady
- 6 nominacions: Long Day's Journey into Night, The Most Happy Fella i Separate Tables
- 5 nominacions: Candide i The Waltz of the Toreadors
- 4 nominacions: Auntie Mame, Bells Are Ringing i Happy Hunting
- 3 nominacions: Li'l Abner, Major Barbara, The Potting Shed i A Visit to a Small Planet
- 2 nominacions: A Clearing in the Woods, The Happiest Millionaire, The Reluctant Debutante, Small War on Murray Hill i Too Late the Phalarope

Les següents produccions van rebre diversos premis
- 6 premis: My Fair Lady
- 2 premis: Bells Are Ringing, Li'l Abner i Long Day's Journey into Night